# Murwillumbah
Murwillumbah is een stadje in het noordoosten van New South Wales. Het is sinds 1902 de hoofdplaats van Tweed Shire Council. Er wonen ongeveer 8000 mensen. De naam wordt afgekort tot M'bah of Murbah.
De oorspronkelijke bewoners waren aboriginals. Vroeger leefde men van de houtindustrie, tegenwoordig van de suikerrietplantages.
Murwillumbah kreeg in 1894 een station. Tot 2004 stopte daar dagelijks de trein naar Sydney.

## Geboren
- Reginald Arnold (1924-2017), (baan)wielrenner
- Ossie Moore (1958), golfer
- Nathan Eglington (1980), hockeyer
- Stephanie Gilmore, surfer